# Great Finborough
Great Finborough – wieś w Anglii, w hrabstwie Suffolk, w dystrykcie Mid Suffolk. Leży 20 km na północny zachód od miasta Ipswich i 106 km na północny wschód od Londynu. W 2001 miejscowość liczyła 755 mieszkańców.